# ریبولوز
ریبولوز (به انگلیسی: Ribulose) یک ترکیب شیمیایی با شناسه پاب‌کم ۱۵۱۲۶۱ است.
ریبولوز را به عنوان یک کتوپنتوز می شناسیم. یعنی یک قند و یک مونوساکارید پنج کربنه که دارای یک گروه کتون در فرم خطی خود هست.  فرمول شیمیایی ریبولوز عبارت است از  C5H10O5 . 
ریبولوز قندی است که در مسیر پنتوز فسفات ساخته می‌شود. ریبولوز و مسیر پنتوز فسفات در تولید بسیرای از مولکول‌های زیستی مهم هستند. برای مثال D-ریبولوز در قارچ ها به عنوان پیش‌سازی برای D- آرابینوز به‌شمار می‌رود.  همچنین مولکول ریبولوزی که روی کربن‌های  1 و 5 آن دو گروه فسفات متصل شده‌است ( ریبولوز بیس فسفات ) مولکولی است که در فتوسنتز، یک مولکول کربن دی اکسید دریافت کرده و به تثبیت کربن در فتوسنتز منجر می‌شود.

## ساختار ریبولوز
ریبولوز مونوساکارید پنج کربنی است که گروه کربونیل آن روی کربن شماره 2 قرار گرفته‌است. سایر کربن‌ها هر کدام دارای یک گروه هیدروکسیل هستند که همهٔ این گروه‌های هیدروکسیل در یک سمت قرار گرفته‌اند.